# Поповка (Кантемірський район)
Поповка (рум. Popovca) — село в Кантемірському районі Молдови. Входить до складу комуни, центром якої є село Лінгура.